# Alram (Abt)
Alram (oder Adalram) († 11. März 1122) war Benediktiner und Abt des  Stiftes Kremsmünster.

## Leben
Alram übernahm im Jahre 1090 die Aufgaben des Abtes im Stift Kremsmünster. Er lenkte das Kloster mit großer Sorge und erhöhte durch wirtschaftliches Geschick den Wohlstand. Mit großem Aufwand vergrößerte er den Bestand der Bücherei und die Ausstattung der Kirche. Auch die Errichtung der Kirchen in den Pfarren Kirchdorf und Windischgarsten wird ihm zugeschrieben.
Zu Ehren des heiligen Benedikt ließ er in Pettenbach eine Kirche bauen, nachdem das Kloster Kremsmünster Landgüter in Pettenbach und im Traungau zurückbekommen hatte, die dem Stift zuvor vom Passauer Bischof Christian entzogen worden waren. Die von Kaiser Heinrich IV. am 30. April 1099 in Regensburg unterfertigte Urkunde belegt die Rückgabe der Ländereien.   
Im Jahre 1120 legte Alram, entweder durch Altersschwäche erschöpft oder durch Sorgen und Arbeit entmutigt, das Amt des Abtes freiwillig nieder. Er starb am 11. März 1122 und wurde laut Rettenpacher in der Nähe der mittleren Säule in der rechten Seitenkapelle der damaligen Kirche begraben.
Er wird als Seliger verehrt, sein Gedenktag ist der 11. März.